# ブランデンブルク市電
ブランデンブルク市電（ブランデンブルクしでん、ドイツ語: Straßenbahn Brandenburg an der Havel）は、ドイツの都市であるブランデンブルク・アン・デア・ハーフェルの路面電車。2022年現在、路線バスと共にブランデンブルク・アン・デア・ハーフェル交通事業有限会社（Verkehrsbetriebe Brandenburg an der Havel GmbH、VBBr）によって運営されている。

## 歴史
ブランデブルク・アン・デア・ハーフェル市内における最初の軌道交通は、1897年10月1日に開通した馬車鉄道であった。民間企業によって運営されていたこの路線は1910年にブランデンブルク・アン・デア・ハーフェル市によって買収された後、1911年4月以降路面電車への転換が実施された。それ以降路線網は市内各地へと拡大し、色によって区別が行われた複数の系統による運行が行われたが、第二次世界大戦末期の空襲により甚大な被害を受けた事で運休を余儀なくされ、全線が復旧したのは戦後の1947年となった。
戦後、東ドイツの路面電車となったブランデンブルク市電は1950年代初頭に製鉄所への延伸が行われ、1955年には系統名が色から番号へと変更された。同年時点では6つの系統（1 - 6号線）が存在したが、その後は路線の縮小や系統の整理により系統数は減少し、1965年には将来的に路面電車そのものを廃止する方針も打ち出された。だがオイルショックによる石油価格の高騰などの要因から1973年にこの方針は却下され、以降は1980年代まで郊外の開発地域方面を中心に路線の延伸が続いた。車両については1950年代以降東ドイツ製の2軸車が他都市からの譲渡を含めて多数導入された後、1979年からはチェコスロバキア（現：チェコ）のČKDタトラ製の連接車（KT4D）が導入された。また、1959年から列車内の一部車両で車掌業務を廃止した後、1965年からは乗客自身が刻印を行う信用乗車方式へと切り替えられている。
ブランデンブルク市電の歴史上最も多くの乗客を記録したのは1987年で、9系統の路線網で年間2,410万人の乗客を運んだ。これは第二次世界大戦中の1944年（1,831万人）を上回るものであった。
その後、東ドイツの民主化やドイツ再統一への動きの中で、ブランデンブルク市電の運営組織は1990年に有限会社（GmbH）へと再編された。以降、同事業者は既存の車両の改造を含めたバリアフリーに適した超低床電車の導入を進めている。その一方で路線規模は東ドイツ時代と比べ縮小を続けており、2002年9月にはプラウエ橋を渡る全長5.6 kmの路線が廃止され、系統数も2019年時点で4つに減少した。更に同年には20周年記念橋が老朽化のため閉鎖されており、同橋梁を通る系統が運休を余儀なくされている。

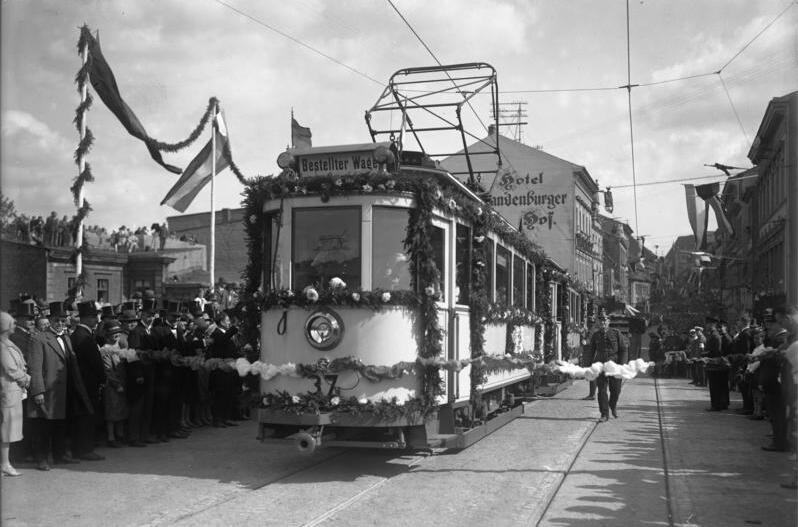
延伸記念の装飾に包まれた電車（1929年撮影）
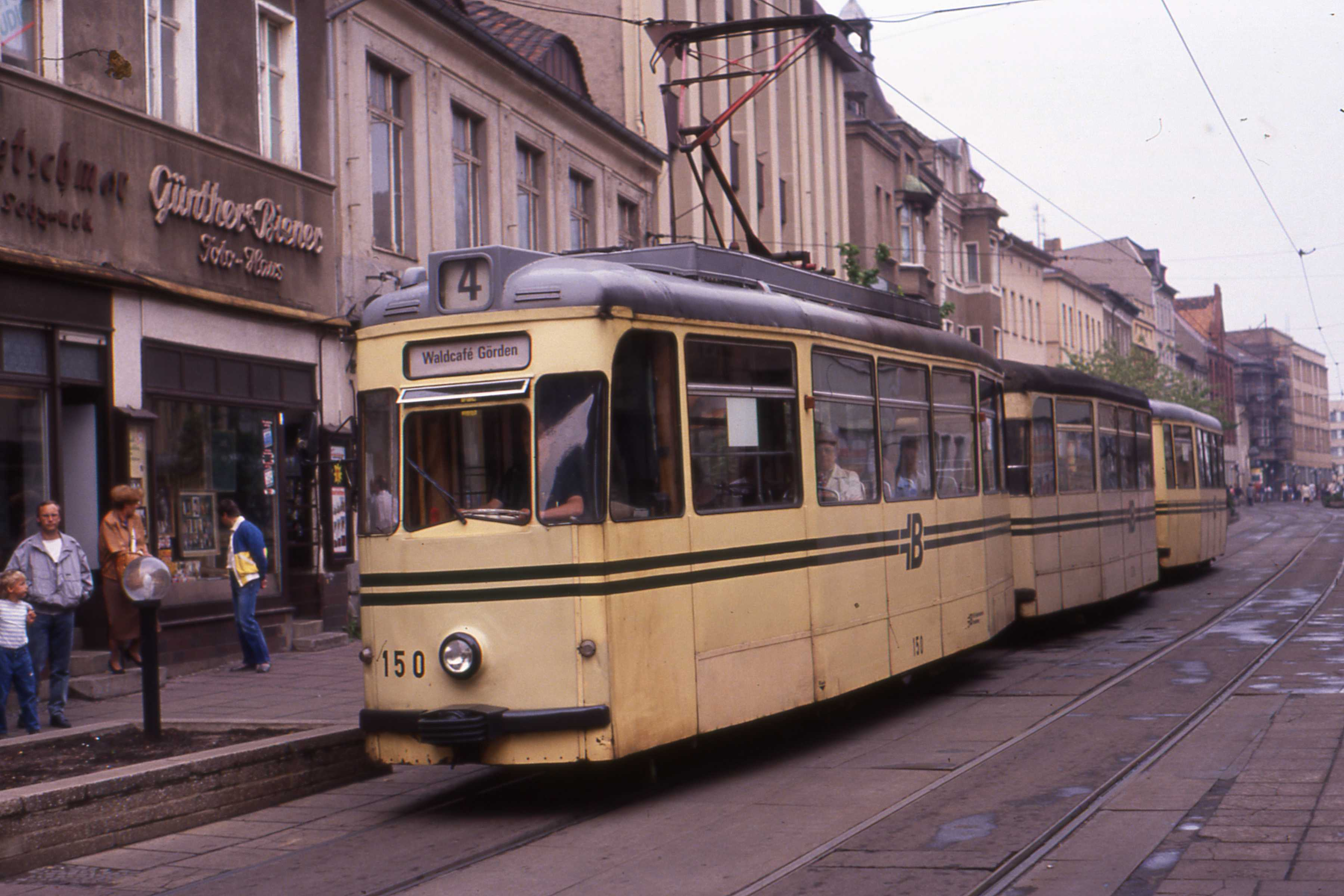
戦後に導入された2軸車（1990年撮影）
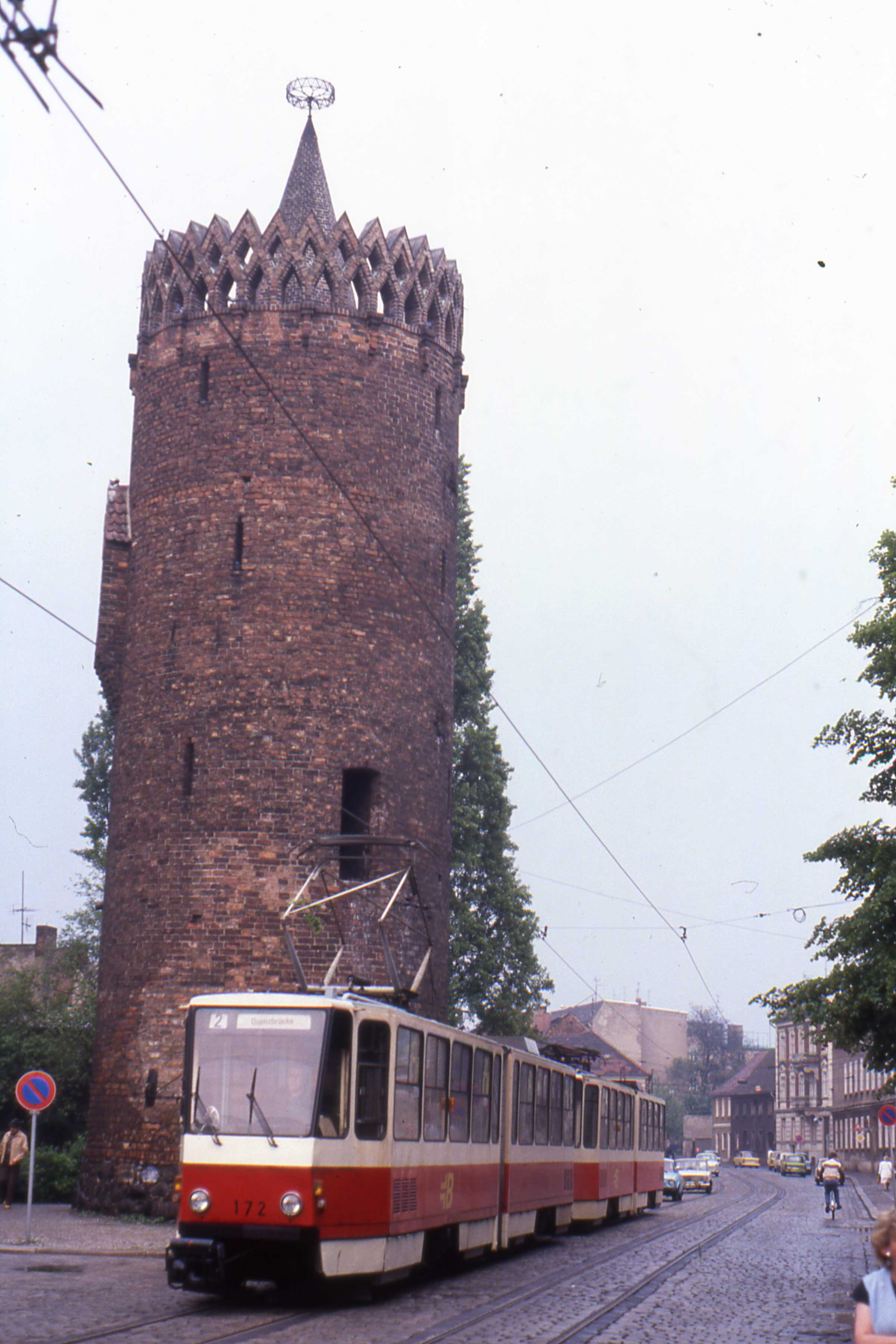
2車体連接車のKT4D（1990年撮影）
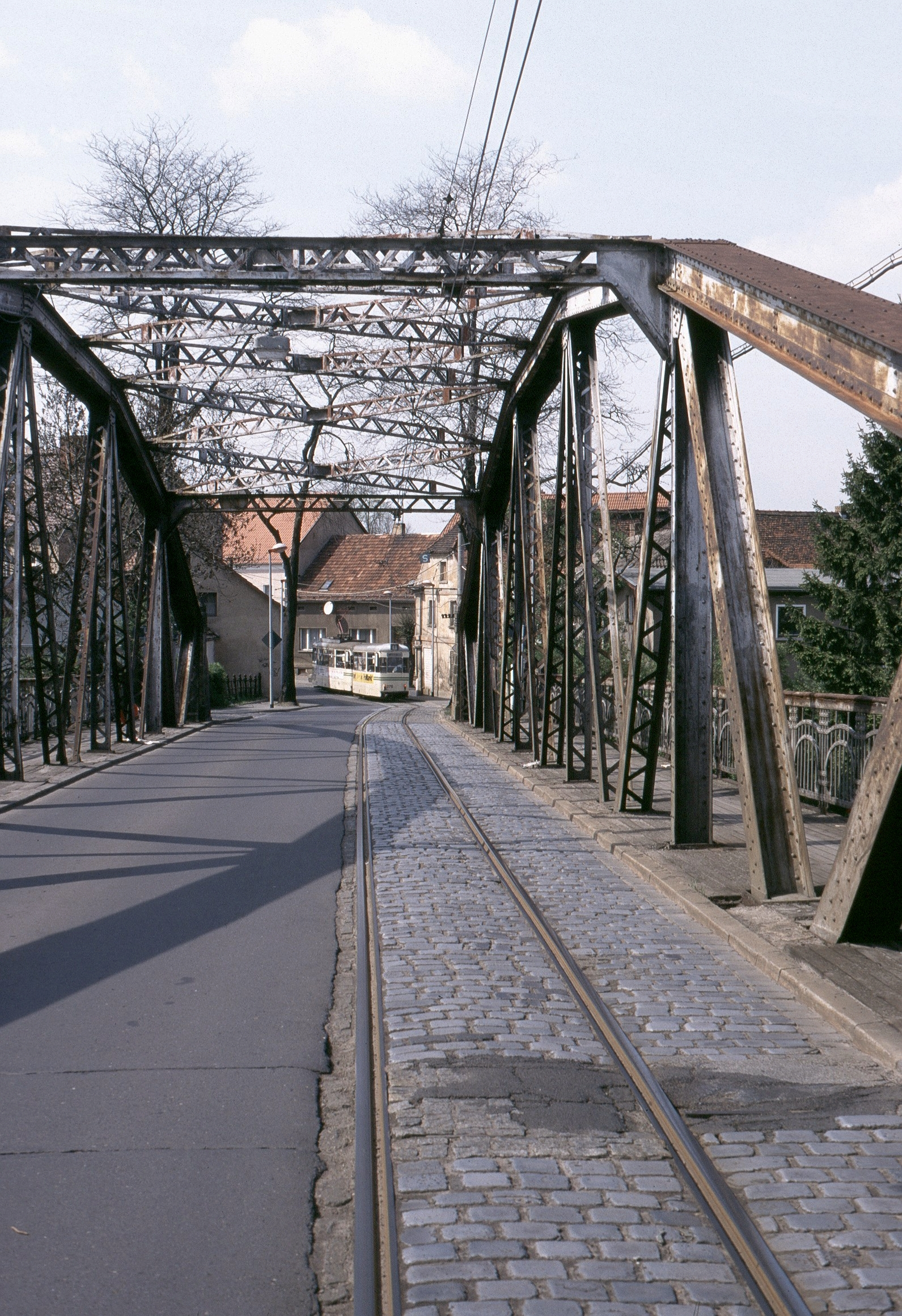
プラウエ橋を渡る区間は2002年に廃止された（1997年撮影）

## 系統
前述の通り、2019年に20周年記念橋が閉鎖された影響で同橋梁を経由する2つの系統が長期にわたって運休している事から、2022年現在ブランデンブルク市電では以下の2系統のみ運行している。
| 系統番号 | 起点                | 終点         | 備考・参考 |
| -------- | ------------------- | ------------ | ---------- |
| 1        | Anton-Saefkow-Allee | Hauptbahnhof |            |
| 6        | Hohenstücken Nord   | Hauptbahnhof |            |

## 車両

### 営業用車両
2022年現在、ブランデンブルク市電に在籍する営業用車両は以下の通り。同年時点で予備車として残存するKT4Dを除き全車両ともバリアフリーに適した超低床電車（部分超低床電車）となっている。
- KT4D - チェコスロバキア（現：チェコ）のČKDタトラが開発した小型2車体連接車。1990年代には機器の交換を始めとした近代化工事が行われたが、次に述べるKTNF6に改造された車両を除き、2022年現在は2両が予備車として残るのみとなっている[10][11]。
- KTNF6 - KT4Dの中間に低床車体を挿入した3車体連接車。1997年以降10両が改造を受けており、2015年からは再度の更新工事が実施されている[2][10][12]。
- MGT6D - デュワグがドイツ各地に向けて展開した部分超低床電車。1995年に営業運転を開始し、2019年からは順次更新工事が行われている。2022年現在は6両が在籍するが、そのうち2両は2014年にハレ市電から譲渡されたものである[2][10][13][14]。

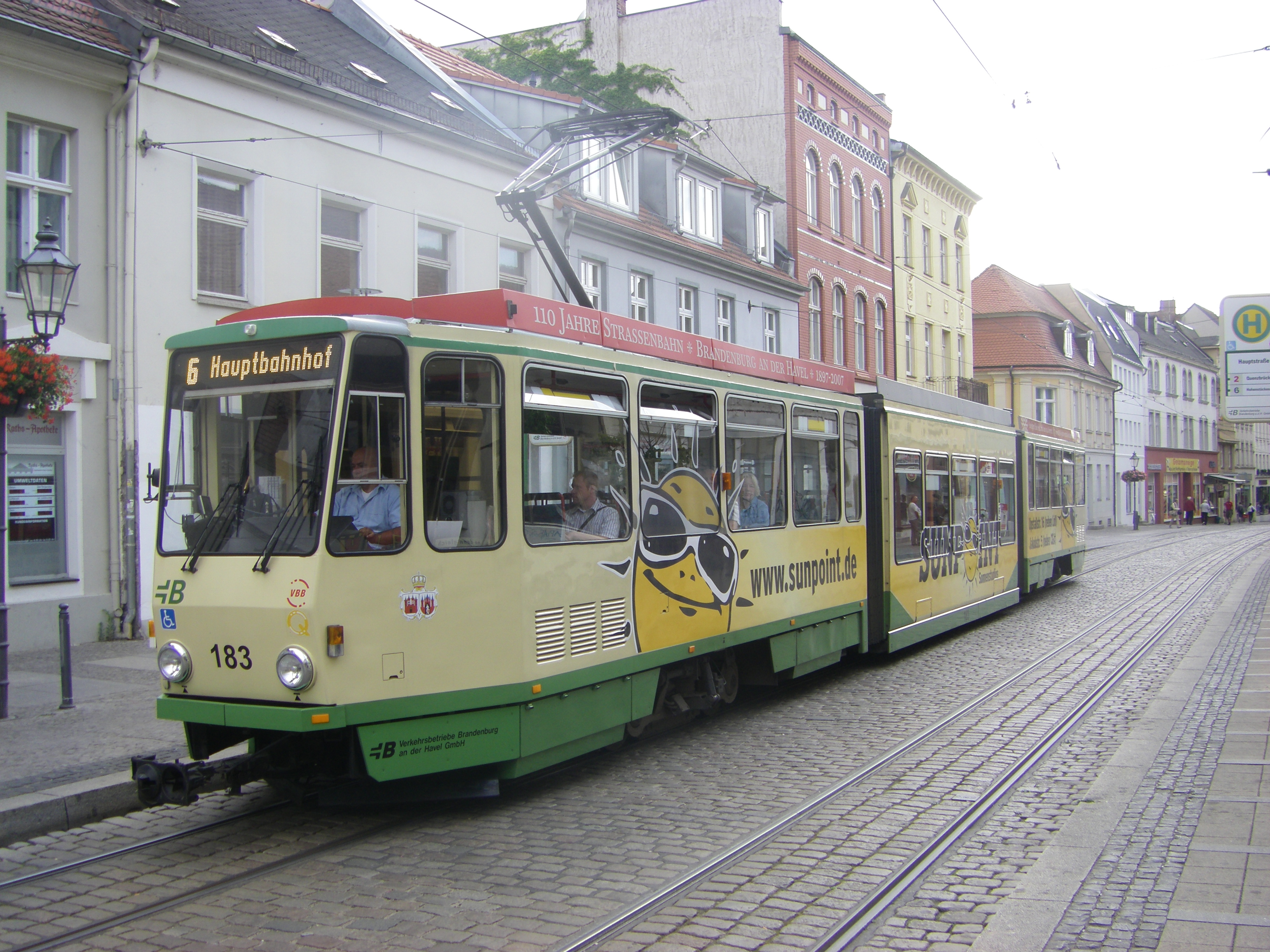
KTNF6（183） （2008年撮影）
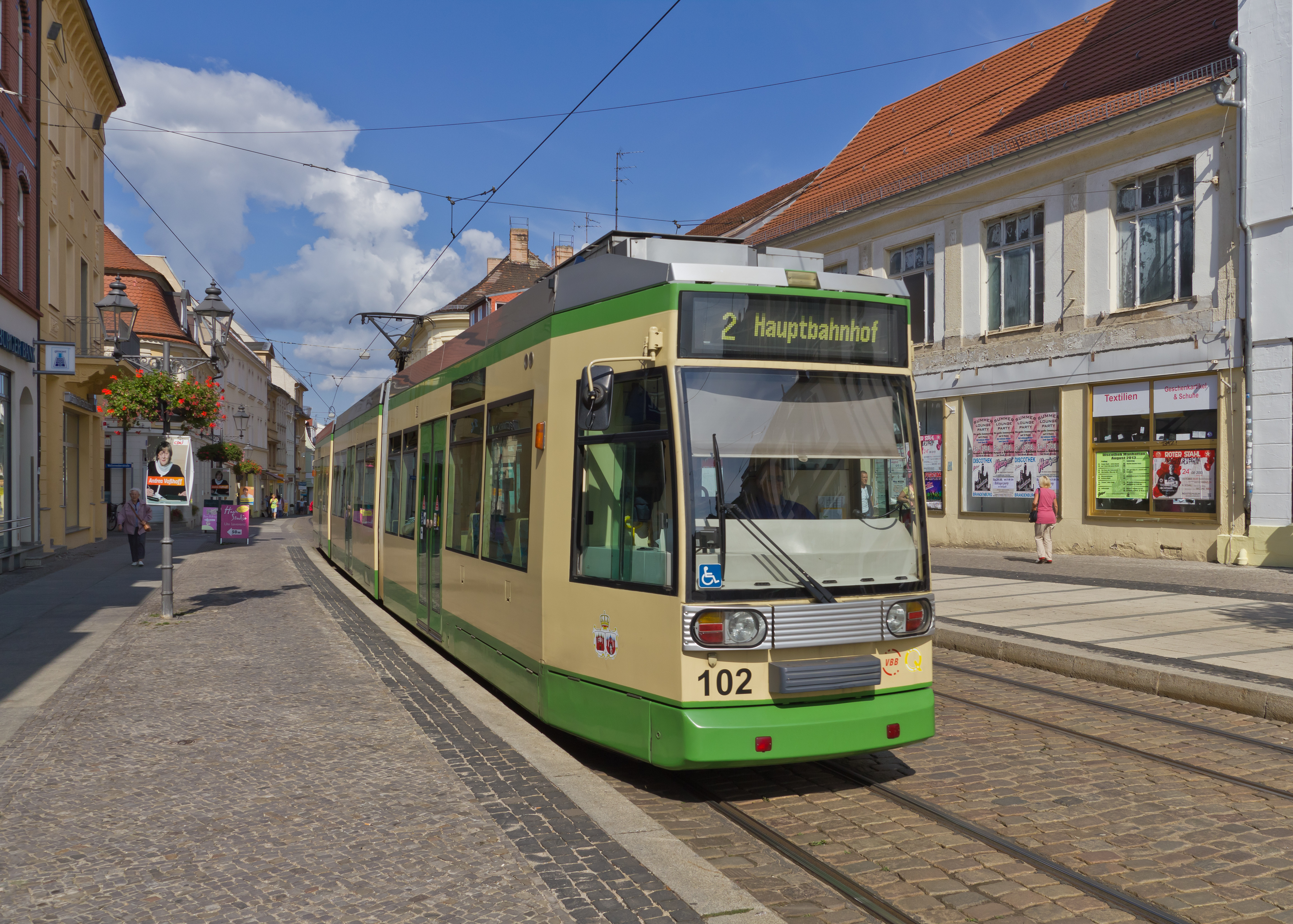
MGT6D（102） （2013年撮影）

### 動態保存車両
- 30 - 1912年製の2軸車[10][15]。
- 42 - 1954年製の2軸車（ET54）[10][15]。

### 導入予定の車両
2018年、ブランデンブルク・アン・デア・ハーフェル交通事業有限会社はブランデンブルク州の他都市の路面電車事業者と共に新型電車を導入する事を発表した。その後、入札を経て2021年にチェコのシュコダ・トランスポーテーションが展開する部分超低床電車のフォアシティ・プラス（ForCity Plus）の発注が行われた。そのうちブランデンブルク市電に導入されるのは8両（＋オプション4両）で、老朽化が進んだKTNF6を置き換える形で2025年以降営業運転を開始する予定である。